# Neolebias ansorgii
Neolebias ansorgii es una especie de peces de la familia Citharinidae en el orden de los Characiformes.

## Morfología
Los machos pueden llegar alcanzar los 2,6 cm de longitud total.

## Alimentación
Come gusanos, crustáceos y insectos.

## Hábitat
Vive en zonas de clima tropical (24 °C-28 °C).

## Distribución geográfica
Se encuentran en África.